# Суперкубок Англии по футболу 1988
Суперкубок Англии по футболу 1988 года (англ. 1988 FA Charity Shield) — 66-й розыгрыш Суперкубка Англии, ежегодного футбольного матча, в котором встречались победители Первого дивизиона и обладатели Кубка Англии. Матч прошёл на стадионе «Уэмбли» в Лондоне 20 августа. В нём встретились «Ливерпуль», чемпион Первого дивизиона в сезоне 1987/88, и «Уимблдон», обладатель Кубка Англии 1988 года. Матч закончился победой «красных» со счётом 2:1.

## Отчёт о матче
| Ливерпуль       | 2:1 | Уимблдон |
| --------------- | --- | -------- |
| Олдридж 23′ 69′ |     | Фашэну   |

| Ливерпуль | Уимблдон |

| Регламент матча - 90 минут матча, без дополнительного времени. - По пять запасных с каждой стороны. - Максимум по три замены с каждой стороны. |